# Porträt Carl Hagenbeck mit dem Walroß Pallas
Das Porträt Carl Hagenbeck mit dem Walroß Pallas ist ein Gemälde des deutschen Malers Lovis Corinth. Das Bild zeigt den bekannten Direktor des Hamburger Tierpark Hagenbeck, Carl Hagenbeck, gemeinsam mit dem zur Zeit der Entstehung des Bildes sehr bekannten Walross Pallas. Das Bild entstand 1911, wenige Monate vor dem ersten Schlaganfall Corinths, und wurde von Alfred Lichtwark im gleichen Jahr für die Hamburger Kunsthalle erworben.

## Bildbeschreibung
Das großformatige Gemälde zeigt Carl Hagenbeck im frontalen Vollporträt am Robbenbecken des Tierparks Hagenbeck in Hamburg gemeinsam mit dem populären Walrossbullen Pallas, der den Hauptteil des Bildes ausmacht. Hagenbeck trägt auf dem Bild eine dunkle Anzugshose mit dunklem Mantel und weißem Hemd sowie einen grauen Hut mit dunklem Hutband. In der linken Hand hält er einen Gehstock. Er lehnt mit angewinkeltem rechten Knie an der Gehegeumrandung und legt seine rechte Hand auf den Nacken des Walrosses. Der Walrossbulle hockt rechts von Hagenbeck, aufgestützt auf seine Vorderbeine, auf der Beckenumrandung. Er wird von dem Maler entsprechend im Profil dargestellt und betont durch seine Masse etwa ein Drittel des Bildes.
Den Hintergrund bilden eine Steinlandschaft und ein Wasserbecken, die zum Gehege der Robben gehören. Im Wasserbecken sind zwei weitere Robben erkennbar, am oberen linken Bildrand lassen sich zudem mehrere Rentiere (oder andere Hirsche) erkennen.
In der oberen rechten Ecke ist das Bild dreizeilig signiert und beschriftet mit „Lovis Corinth pinxit October 1911 Stellingen Carl Hagenbeck & Pallas“.

## Hintergrund und Entstehung

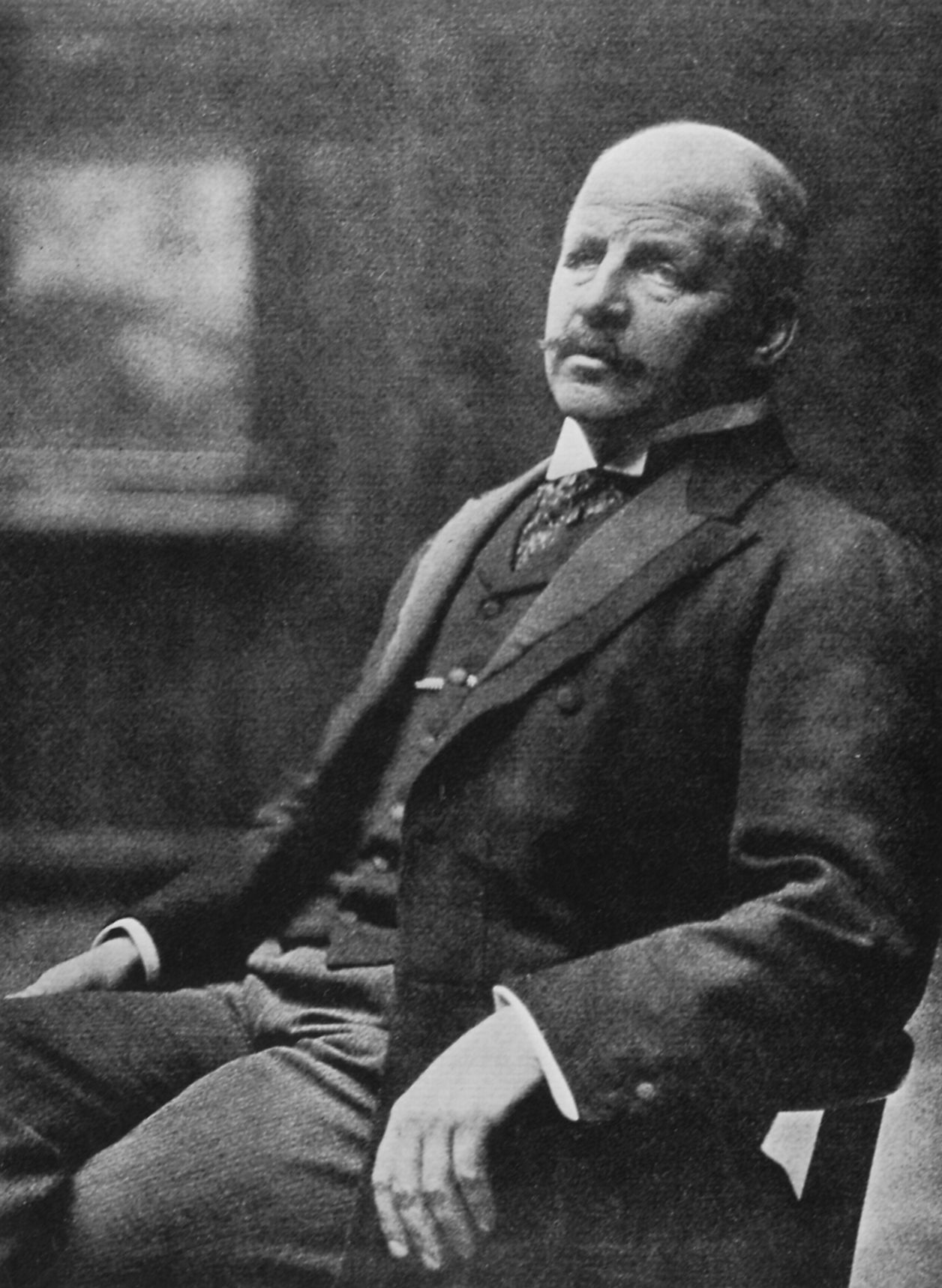
Alfred Lichtwark, Fotografie von Rudolf Dührkoop, 1899

Nach dem Werkverzeichnis von Charlotte Berend-Corinth wurde das Bild „im Hamburger Zoo bei Carl Hagenbeck gemalt“. Gemeint ist dabei allerdings nicht der Zoologische Garten Hamburg, sondern der von Carl Hagenbeck 1907 eröffnete Tierpark in Stellingen, einem Stadtteil von Hamburg. Das Porträt war das Ergebnis eines Auftrages von Alfred Lichtwark, dem damaligen Leiter der Hamburger Kunsthalle. Er war begeistert von dem zweiten Porträt Corinths des Historikers Eduard Meyer von 1910/11 und bat Corinth, ein weiteres Porträt für die Kunsthalle zu malen. Corinth malte entsprechend Meyer das Porträt von Carl Hagenbeck im Oktober 1911.
Am 10. Oktober 1911 schrieb Corinth einen Brief an Lichtwark, in dem er die Arbeit an dem Bild beschreibt:

„Ich möchte mitteilen, daß ich mitten im besten Arbeiten mit dem Bilde des Herrn Commercienrat Hagenbeck bin. Da der Herbst da ist, und wegen des Wetters keine rechte Sicherheit, so gilt es schnell und bestimmt zu malen. Das ist mir so das liebste Schaffen, und ich hoffe, daß Ihnen das Bild dieselbe Freude bereiten wird wie mir das Arbeiten daran. […] Herr Hagenbeck sitzt sehr gut und bewundert das schnelle Zustandekommen des Bildes. Alle möglichen Bequemlichkeiten läßt er mir angedeihen, und wenn Sie doch später als diese Woche zurückkommen, so lasse ich das Bild dort in der großen Restauration, wo Herr Hagenbeck mir ein chambré separée zur Unterkunft des Bildes gegeben hat, stehen, und Sie können es dort besichtigen.“

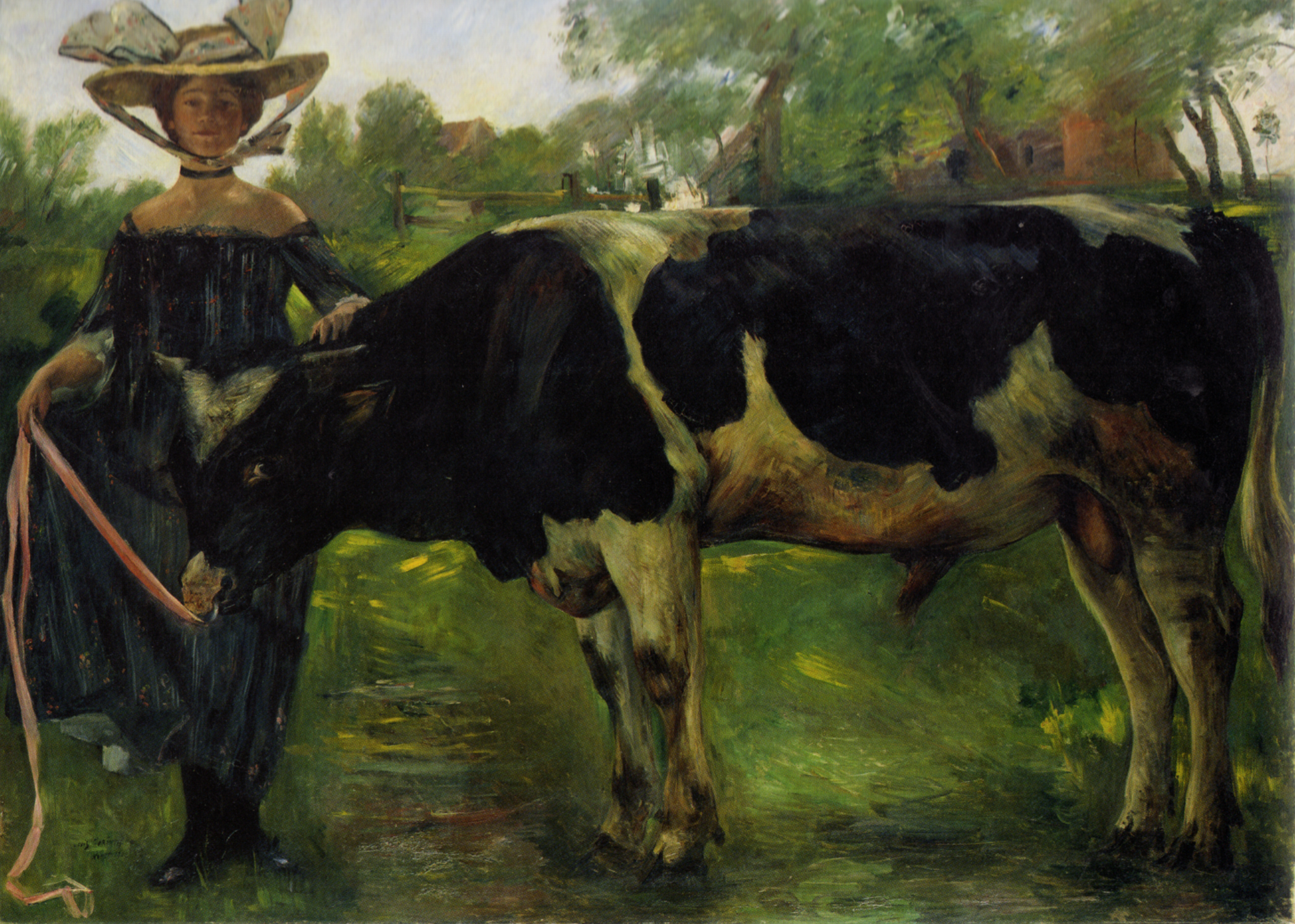
Mädchen mit Stier, 1902

Bereits am Folgetag beschrieb er die Arbeiten und seine Probleme vor allem mit dem Walross seiner Frau Charlotte

„Meine Arbeit habe ich heute programmgemäß fast zu Ende. Nur morgen das Ganze noch paar Stunden übergehen. Es war sehr anstrengend: Jeden Tag wollte ich noch Nachmittag ausnutzen, aber wenn ich um 3/4 1 Uhr aufhörte, war ich zu müde und ich fuhr in die Stadt. Ich aß Mittag und schlaf dann so bis 5 Uhr wie auch heute. Jetzt wo es zu Ende geht, stellen sich auch wieder Unzufriedenheiten ein: zu steif etc. Es hat etwas Ähnlichkeit mit dem Bild von dir mit dem Bullen; na, wollen mal sehn. Schade ist, daß Lichtwark nicht da ist. Das Viech macht alle möglichen Stellungen viel complizierter, wie meine einfache auf dem Bilde. Na, wollen sehen. Gruß u. Kuß Dein Lovis.“

Der Brief an seine Frau enthielt eine Feder-Skizze von dem Walross Pallas. Mit dem „Bild von dir mit dem Bullen“ bezieht sich Lovis Corinth auf das Gemälde Mädchen mit Stier von 1902, auf dem er Charlotte Berend-Corinth gemeinsam mit einem Rinderbullen malte.

## Rezeption
Im Dezember 1911 erlitt Lovis Corinth einen Schlaganfall, der zu einer teilweisen Lähmung führte. In einem Brief in der Nacht vom 31. Dezember schilderte er Alfred Lichtwark neben der Bitte, das Bild für eine Ausstellung nutzen zu dürfen, rückblickend:

„Jetzt hier, auf meinem Krankenbett liegend, erscheint mir Hagenbecks Tierpark als eine bewundernswürdige Arbeit an intensiver Auffassung und eine starke Probe menschlicher körperlicher Leistungskraft. Es ist keine Phrase – Ich möchte Ihnen danken, daß Sie, hochverehrter Herr Professor mir durch Ihre Aufgaben es ermöglichten zu diesen Arbeiten zu kommen.“

Nach dem Tod Corinths erhielt Charlotte Berend-Corinth einen Brief von dem Sohn von Carl Hagenbeck und späteren Zoodirektor des Tierparks Hagenbeck, Heinrich Hagenbeck. Er schrieb über das Bild und den damals sehr bekannten Publikumsliebling Pallas:

„Wenn ich nun an dieser Stelle neben Lovis Corinth und meinem Vater von einem Tier erzähle, so hat das seinen besonderen Grund, denn der große Meister wählte selbst für sein bekanntes Gemälde zur symbolischen Verkörperung der Tierliebe des alten Hagenbeck ein Tier. Er erkannte mit künstlerischem Feingefühl, welch eigentümliches Gepräge er seinem Bilde geben könnte, wenn er das längere Zeit vor dem Kriege im Tierpark gehaltene Walroß ‚Pallas‘ mit auf die Leinwand bannen würde. Denn neben seinen äußerlichen Absonderheiten hatte Pallas ein Verdienst, nämlich, ein weltbekanntes Tier zu sein, nach dem noch heute die Besucher des Tierparks aus aller Herren Ländern fragen wie nach einem guten Freund, denn es war ein ebenso intelligentes wie liebenswürdiges Geschöpf, das dickhäutige, sackwanstige Walroß mit dem borstigen Schnauzbart und dem gutmütigen Blick.“

Nach Horst Uhr gehört das Porträt nicht zu den erfolgreichsten Werken Corinths, vor allem weil der Großwildjäger und Gründer des berühmten Hamburger Zoos gemeinsam mit dem grimmig aussehenden Walross Pallas gemalt wurde. Seiner Ansicht nach ist das Bild im besten Fall „ein interessanter, wenn auch nicht ganz gelungener Beitrag zum Genre Porträt“.

## Ausstellungen und Provenienz

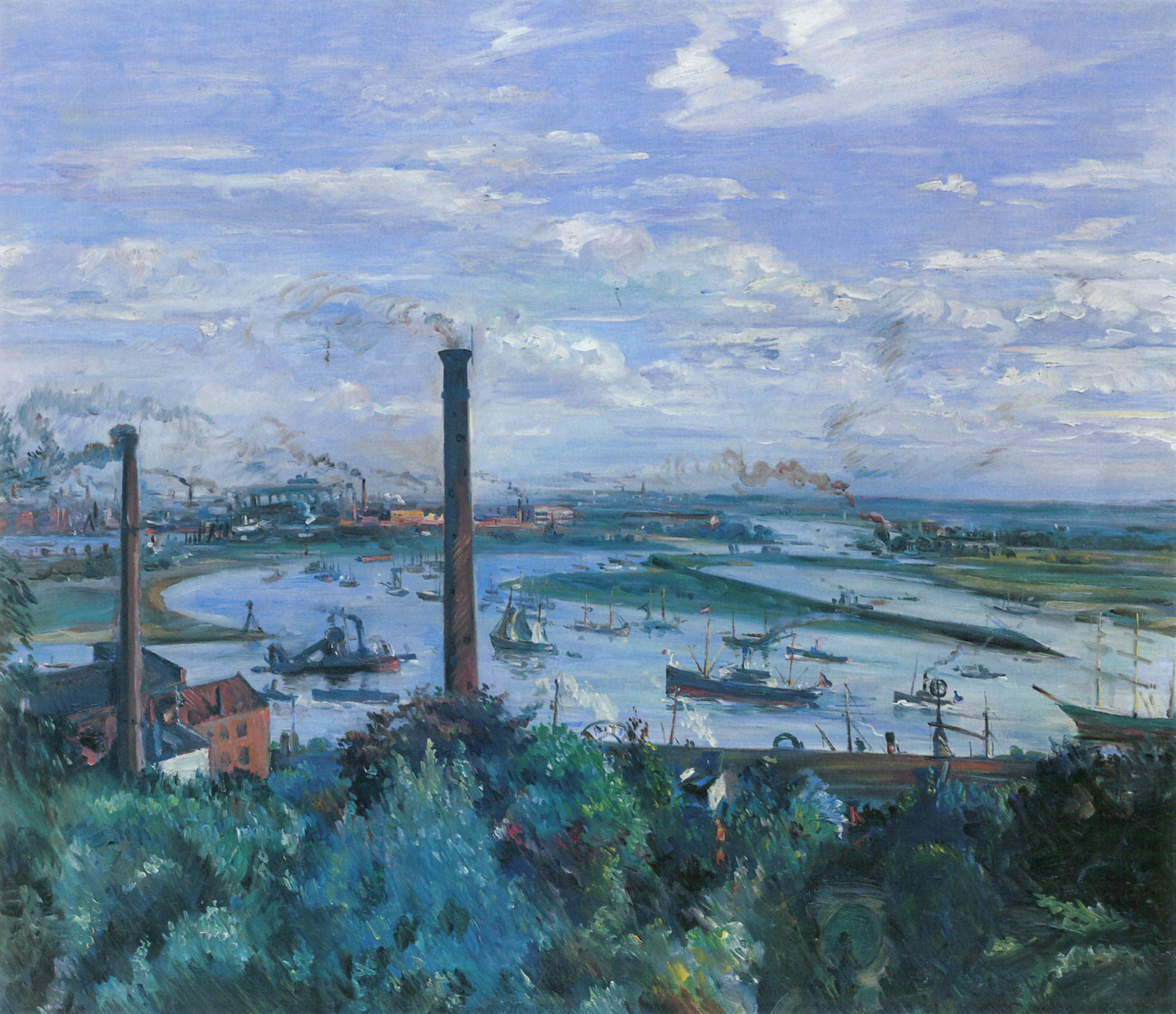
Blick über den Köhlbrand, 1911

Das Bild entstand 1911 und wurde von Alfred Lichtwark für die Sammlung von Bildern aus Hamburg in der Hamburger Kunsthalle zum Preis von 4000 Mark erworben, zusammen mit dem Porträt von Eduard Meyer für 200 Mark und dem Blick über den Köhlbrand für 2500 Mark. Corinth bot der Kunsthalle auch die ebenfalls 1911 in Hamburg entstandenen Gemälde Illuminationen auf der Alster und Kaisertag in Hamburg an. Am 17. Dezember 1911 teilte Lichtwark ihm mit, dass die Kommission der Hamburger Kunsthalle den Ankauf der drei Bilder genehmigt hatte, die beiden weiteren Hamburgbilder jedoch nicht nehmen würde.
Das Porträt Carl Hagenbeck mit dem Walroß Pallas und der Blick über den Köhlbrand wurden 1912 in der Ausstellung der Berliner Sezession gezeigt, worum Corinth Alfred Lichtwark in der Silvesternacht mit einem Brief vom Krankenbett gebeten hatte. Die Bilder wurden dabei mit einem Preis von 20.000 bzw. 10.000 Mark dargeboten. Die geringeren Preise für Lichtwark hatte Corinth vor allem deshalb akzeptiert, weil er damit die Bilder an ein großes Museum verkaufen konnte. In einem Brief vom 11. März 1912, geschrieben in seinem Genesungsurlaub an der Italienischen Riviera, informierte Corinth Lichtwark darüber, dass er gern wieder für die Kunsthalle arbeiten würde, allerdings nur für deutlich höhere Preise:

„Hauptsächlich möchte ich Ihnen mitteilen, daß auf der Verabredung gemäß ich Hagenbeck's Tierpark nebst Blick auf die Elbe in der Secession angemeldet habe, […] Weitere Malereien von Hamburg bin ich nun sehr gern gewillt Ihres Befehles gemäß weiter zu arbeiten, und möchte ich hinzufügen, neben der Ehre, die ich hoch einschätze, würden wohl die Preise sehr erhöht sein, da die Preise meiner Bilder in letzter Zeit hoch gestiegen sind.“

## Belege
1. 1 2  Charlotte Berend-Corinth: Lovis Corinth. Werkverzeichnis. Neu bearbeitet von Béatrice Hernad. Bruckmann Verlag, München 1958, 1992; BC 450, S. 123. ISBN 3-7654-2566-4.
2. 1 2 3 4  Horst Uhr: Lovis Corinth. California Press, Berkeley und Los Angeles 1990; S. 186–187. ISBN 0-520-06776-2. (Online-Version)
3. ↑  Brief von Lovis Corinth an Alfred Lichtwark, 10. Oktober 1911. In: Thomas Corinth: Lovis Corinth. Eine Dokumentation. Zusammengestellt und erläutert von Thomas Corinth. Verlag Ernst Wasmuth, 1979. S. 150. ISBN 3-8030-3025-0.
4. ↑  Brief von Lovis Corinth an Charlotte Corinth, 11. Oktober 1911. In: Thomas Corinth: Lovis Corinth. Eine Dokumentation. Zusammengestellt und erläutert von Thomas Corinth. Verlag Ernst Wasmuth, 1979. S. 150. ISBN 3-8030-3025-0.
5. 1 2 3  Brief von Lovis Corinth an Alfred Lichtwark, Silvester-Nacht 1911. In: Thomas Corinth: Lovis Corinth. Eine Dokumentation. Zusammengestellt und erläutert von Thomas Corinth. Verlag Ernst Wasmuth, 1979. S. 155. ISBN 3-8030-3025-0.
6. ↑  „Brief von Heinrich Hagenbeck an Frau Christine Berend-Corinth.“ In: Charlotte Berend-Corinth: Lovis Corinth. Werkverzeichnis. Neu bearbeitet von Béatrice Hernad. Bruckmann Verlag, München 1958, 1992; BC 450, S. 222. ISBN 3-7654-2566-4.
7. ↑  Brief von Lovis Corinth an Alfred Lichtwark, 11. November 1911. In: Thomas Corinth: Lovis Corinth. Eine Dokumentation. Zusammengestellt und erläutert von Thomas Corinth. Verlag Ernst Wasmuth, 1979. S. 151. ISBN 3-8030-3025-0.
8. ↑  Brief von Lovis Corinth an Alfred Lichtwark, 11. März 1912. In: Thomas Corinth: Lovis Corinth. Eine Dokumentation. Zusammengestellt und erläutert von Thomas Corinth. Verlag Ernst Wasmuth, 1979. S. 159. ISBN 3-8030-3025-0.